# Algoritmo de Deutsch-Jozsa
O algoritmo de Deutsch-Jozsa é um algoritmo quântico, proposto por David Deutsch e Richard Jozsa em 1992, e melhorado por Richard Cleve, Artur Ekert, Chiara Macchiavello e Michele Mosca en 1998.
Apesar de possuir uma aplicação prática limitada, trata-se de um dos primeiros exemplos de um algoritmo quântico que é exponencialmente mais rápido que qualquer algoritmo determinístico clássico.